# Torkild Rieber
Torkild Rieber (Voss, 1882 – New York, 1968) était un Norvégien immigré aux États-Unis et devenu en 1935 président de la compagnie pétrolière Texaco.

## Biographie
Torkild Rieber est né à Voss, en Norvège, le 13 mars 1882. Fils d'un petit industriel du bois, il commence à travailler à quatorze ans, et s'embarque à bord d'un bateau de commerce. Cinq ans plus tard, il devient officier de la marine marchande avant de prendre en 1903 son premier commandement. En 1905, il travaille pour Texaco, pour qui il commande des pétroliers. En 1909, il supervise la construction d'un terminal pétrolier à Bayonne. Le président Joseph S. Cullinan le fait venir au siège texan de la compagnie.
En 1913, tous deux quittent Texaco et Rieber accompagne Cullinan dans la création d'une autre compagnie pétrolière. En 1927, Texaco rappelle Rieber pour superviser ses installations de production et de raffinage. En 1935 il est nommé président de Texaco, et le magazine Time lui consacre sa couverture en mai 1936,.
En 1937, alors que les États-Unis pratiquent une politique de stricte neutralité, il livre du pétrole aux forces franquistes, par divers moyens détournés, pour un montant total de 6 millions de dollars, payables après la guerre. Il livre également du pétrole à l'Allemagne, qui en retour lui livre des pétroliers : certaines sources indiquent qu'il commande neuf pétroliers aux chantiers Deutsche Werft à Hambourg, dont 7 seront livrés avant 1941,. En effet, en 1936, Rieber a commandé plusieurs pétroliers au chantier naval Deutsche Werft à Hambourg, en Allemagne, en échange de pétrole.
Rieber rencontre Goering, et le 29 janvier 1940, il est reçu par Roosevelt, à qui il transmet un message de Goering invitant les États-Unis à ne plus soutenir le Royaume-Uni, mais à signer avec l'Allemagne un vaste plan de paix dans lequel les États-Unis se verraient ouvrir un accès illimité au continent européen placé sous l'hégémonie de l'Allemagne. Roosevelt s'empresse de refuser. En effet, Rieber a rencontré le maréchal Hermann Göring en 1940 et a reçu un message d'Hitler au président Roosevelt, l'invitant à soutenir le plan de Berlin pour une Union européenne, dirigée par l'Allemagne, qui ouvrirait ses portes aux États-Unis. Roosevelt a rejeté l'offre. Rieber a également discuté avec l'agent allemand Gerhard Alois Westrick (en), qui recueillait des informations sur les armements américains et les intentions concernant la guerre européenne.
La même année, il rencontre à New York l'Allemand Westrick et favorise son implantation ; Westrick est chargé d'obtenir des renseignements sur l'effort de guerre américain. Rieber fréquente le milieu des affaires favorable aux intérêtes allemands (Henry Ford, James D. Moosey, Sosthenes Behn), et participe au dîner du Waldorf Astoria, le 26 juin 1940, pour fêter la défaite française. Le magazine Life lui consacre un dossier complet. La photo de son bureau montre un globe terrestre qui n'est pas sans rappeler celui de Charlie Chaplin dans Le Dictateur.
Westrick le recrute pour représenter les intérêts allemands auprès des États-Unis ; le 12 août 1940, c'est le New York Herald Tribune qui révèle les liens de Rieber avec l'Allemagne ,; la teneur des liens de Westrick avec l'Abwehr ne sera connue que plus tard. Immédiatement écarté de la direction de Texaco, Rieber poursuivra sa carrière dans l'industrie pétrolière ; entre autres, il effectuera une mission en Iran pour le compte de la Banque mondiale auprès de Mossadegh en 1953, donc juste avant que celui-ci soit déposé en conséquence de l'opération Ajax. Il meurt le 10 août 1968.